# Rhodacarellus moneli
Rhodacarellus moneli är en spindeldjursart som beskrevs av Libertina Solomon 1978. Rhodacarellus moneli ingår i släktet Rhodacarellus och familjen Rhodacaridae. Inga underarter finns listade i Catalogue of Life.